# Turdus celaenops
Turdus celaenops là một loài chim trong họ Turdidae.